# Westfield (Vermont)
Westfield – miasto w Stanach Zjednoczonych, w stanie Vermont, w hrabstwie Orleans.